# 朱利安·施温格
朱利安·西摩·施温格（英語：Julian Seymour Schwinger，1918年2月18日—1994年7月16日），犹太裔美国理论物理学家，量子电动力学的创始人之一，与理查德·费曼、朝永振一郎共获1965年诺贝尔物理学奖。施温格从小聪慧过人，也是物理学家中出了名的硬算高手，对冗长繁难的笔算非常拿手。
施温格出生于纽约，16岁就发表了第一篇物理论文。他起先在纽约市立学院求学，后转至哥伦比亚大学学习，师从著名物理学家伊西多·拉比，并于1939年获得博士学位，毕业后在伯克利加州大学和普渡大学任教，并曾一度担任奥本海默的助手；二战期间，施温格从事了有关雷达和加速器的研究；1945年出任哈佛大学教授，但在70年代因有效场论的论点与同事不和，离开哈佛至加州大学洛杉矶分校任教直至退休。

## 生平
1918年2月12日，朱利安·施温格出生于美国纽约市。他是波兰裔犹太移民之后，家里是从事制衣行业的。
施温格16岁时就在专业期刊上发表了第一篇论文。他在那一年被纽约城市大学录取。因为不喜欢所在学校的课程，他的学习态度很敷衍，经常成绩不及格。哥伦比亚大学知名物理学家伊西多·拉比后来赏识他的才能，推荐他转到学习环境更好的哥伦比亚大学就读，这成为他人生的转折点。
施温格在哥伦比亚大学获得学士学位（1937 年）和博士学位（1939 年）。
接下来的两年里，他在加州大学伯克利分校工作，首先担任国家研究员，然后担任奥本海默的助理。
太平洋战争爆发后，施温格成为普渡大学工程系的讲师，教授基础物理。
1943 年加入麻省理工学院的辐射实验室（MIT Radiation Laboratory）。
1945 年秋，施温格接受了哈佛大学的任命，并于 1947 年成为该校历史上最年轻的正教授之一。
从 1972 年到去世，施温格一直担任加州大学洛杉矶分校物理系教授。

## 研究风格与成果

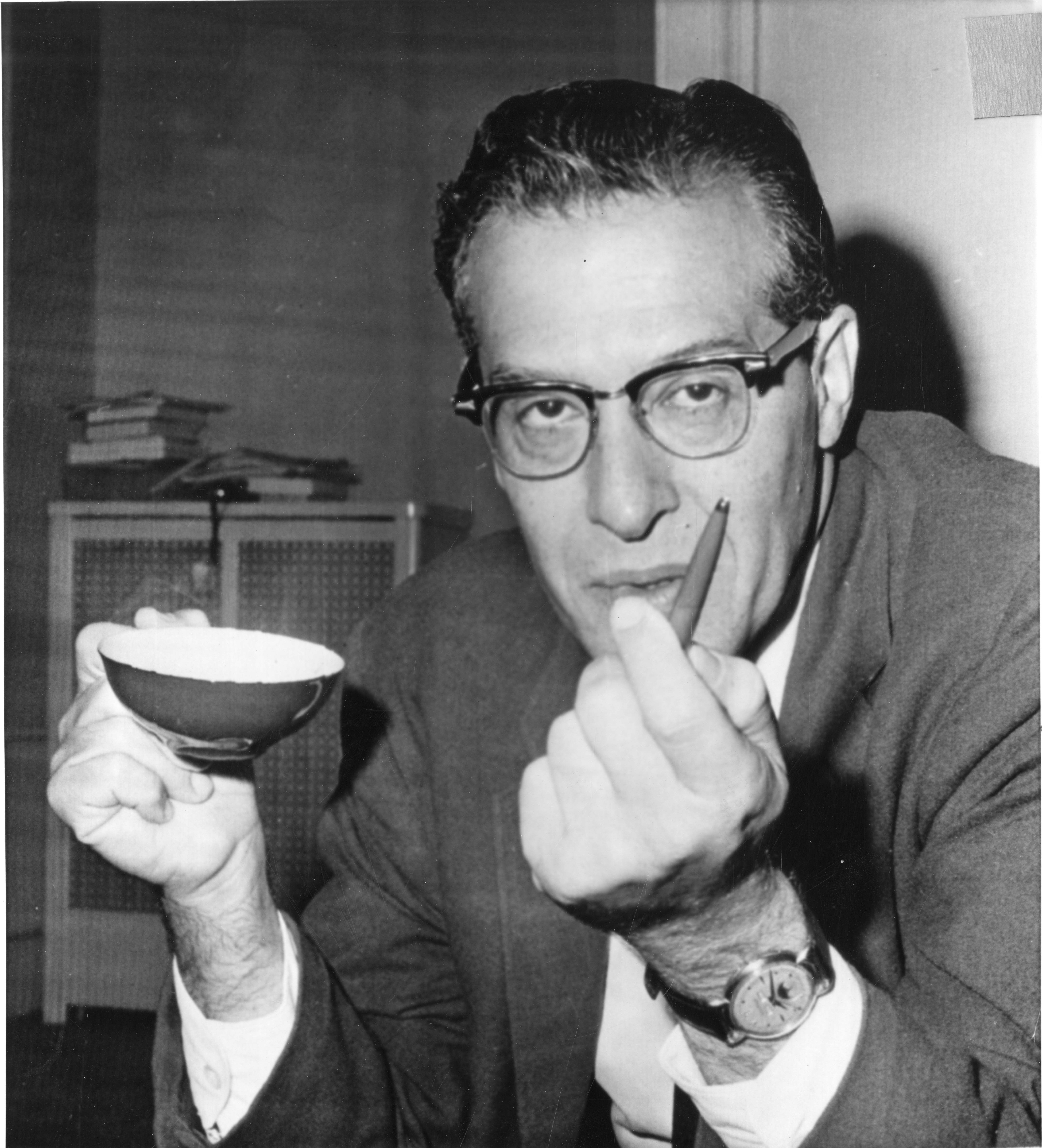
朱利安·施温格，1965年諾貝爾物理學獎得主。為施温格攝影的記者對此張照片下了標題：「他的原子筆就是他的物理實驗室。」

## 个人生活
施温格从学生时代起就习惯白天打瞌睡、睡懒觉，晚上才起床学习和工作。

## 纪念
2018年2月12日，施温格百年诞辰之际，哈佛大学在杰佛逊实验室（Jefferson Laboratory）为其举行了纪念活动。

## 传记
- Jagdish Mehra; A. Kimball Milton.  [攀登高峰：朱利安·施温格传] 1. New York: Oxford University Press. 2000. ISBN 9780198506584 （英语）.
- Y. Jack Ng (编).  [朱利安·施温格：物理学者，教师和普通人] 1. World Scientific Publishing Company. 1996. ISBN 9789810225315 （英语）.